# الداي كرد عبدي
بابا عبدي أو كورد عبدي هو داي الجزائر الذي حكم من 1724 إلى 1733 . يقمع ثورة الرايس التي أدت إلى وفاة سلفه واستعادة النظام في الجزائر. في عام 1728 ، نجح في كسر قطعة أرض من الإنكشارية والآغا. لذلك أصبح مدافعًا عظيمًا عن مصالح الرايس وأثار تساؤلات كاملة عن اتفاقيات السلام مع الدول الأوروبية وأعاد إطلاق الكورسو في البحر الأبيض المتوسط. ضمن هذا الإطار، يحافظ على الاستقلال في السياسة الخارجية التي بدأها أسلافه تجاه إسطنبول. خلفه صهره بابا إبراهيم بعد وفاته.

## فترة حكمه
قبل ذلك كان يتولى منصب آغا العرب (قائد الحامية)، وأثناء حكمه للجزائر (١١٣٦ ـ ١١٤٥ ه‍ / 1724 ـ 1732 م) عرف بشخصيته القوية ومواقفه الشجاعة وبمنشآته العمرانية، فأنشأ مسجد المقرئين المعروف بالمكارون، ووسع ضريح الولي سيدي عبد الرحمن الثعالبي سنة ١١٤٢ ه‍ / 1730 م، وانتهج سياسة حازمة مكنته من إخماد انتفاضة عشائر الحنانشة بالشرق الجزائري سنة ١١٤٠ ه‍ / 1728 م، وتمكن من إقرار النظام في صفوف الجند، وأظهر استقلاله عن الدولة العثمانية، فرفض طلبها بإقرار صلح بين الجزائر وإسبانيا (١١٣٧ ه‍ / 1725 م) وامتنع عن استقبال بعثة السلطان العثماني وقد ناصره في هذا الموقف أعضاء الديوان وفي مقدمتهم المفتي الحنفي وقائد الحامية المعروف بآغا العرب أو آغا الصبائحية، سنة ١١٤١ ه‍ / 1729 م، وحتى يحول دون حدوث أي تمرد في صفوف الجند أسند وظيف آغا العرب وهو قائد الحامية إلى ابنه.

## وفاته
تعرض الداي كرد علي في آخر حياته إلى نكسة خطيرة عندما تمكن الإسبان من احتلال وهران والمرسى الكبير مجددا في ١١٤٥ ه‍ / 1732 م، رغم الاحتياطات التي اتخذها، فحمل نفسه مسؤولية عدم وصول المدد للمدافعين عن حصون وهران في الوقت المناسب، وشعر بإهانة بالغة جراء ذلك، فاعتزل الناس وانقطع عن الطعام، فقضى نحبه عن سن يناهز 88 سنة في خريف عام ١١٤٥ ه‍ / 3 سبتمبر 1732 م، وتولى مكانه صهره بابا إبراهيم بن محمد الخزندار دون أن يجد معارضة في ذلك بعد أن استشهد ابن الداي المؤهل لخلافة أبيه على الأرجح في محاولة طرد الإسبان من وهران.